# 日産・200SX

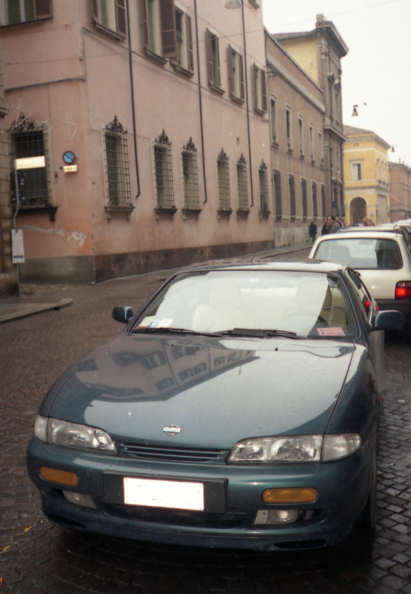
S14型欧州輸出モデル

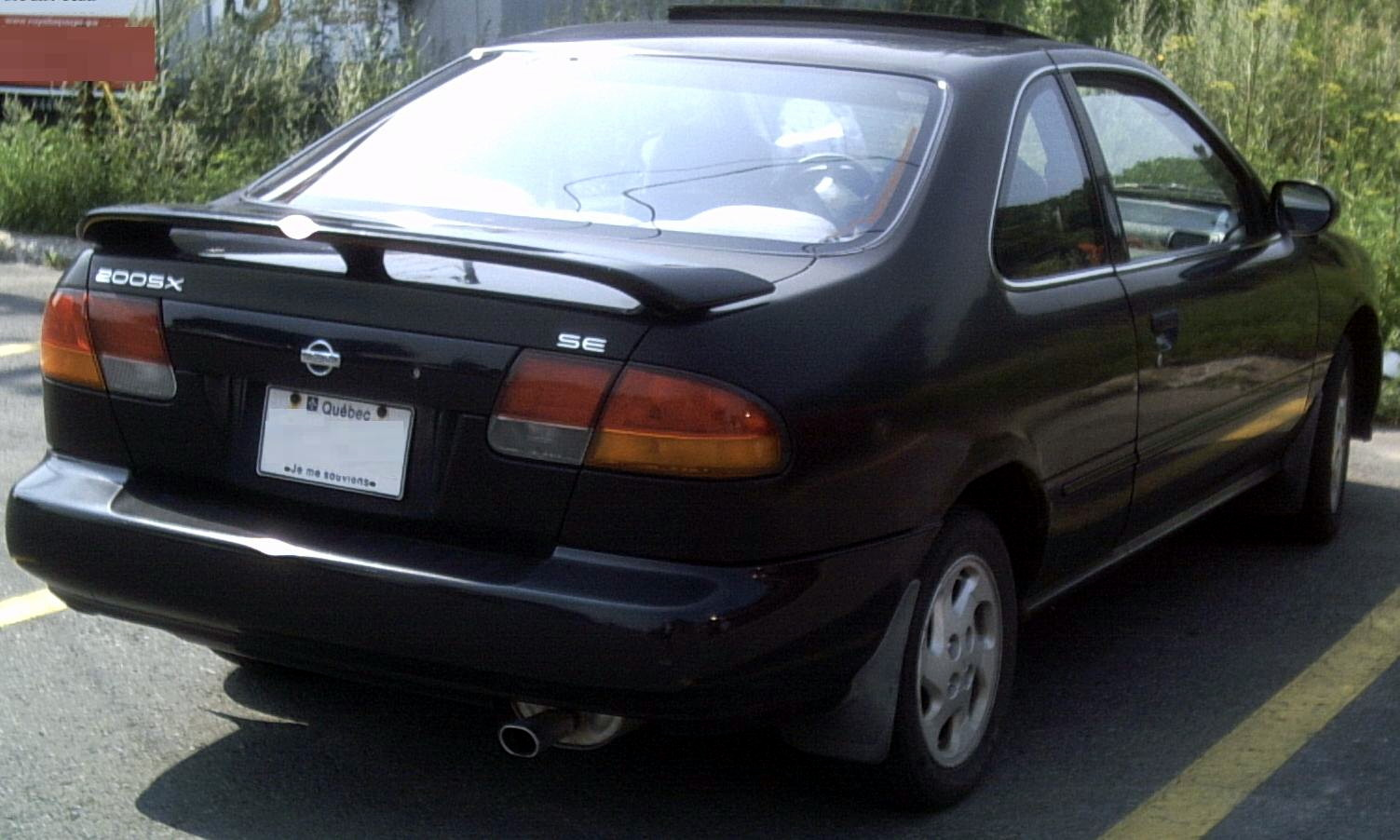
B14型カナダ輸出モデル

200SX（ツーハンドレッド・エスエックス）は日産自動車がかつて販売していたクーペ。基本的にはシルビア/180SXの輸出仕様車であるが、90年代の北米向けラインアップにおいてはルキノクーペを指していた。(詳細下記)

## 概要
輸出される地域や時期の違いにより、200SXという名称の車両は以下のように存在する。

### 北米
北米市場では1976年から1988年まで、S10/S110/S12型シルビアが「200SX」として販売されていた。S110型まではダットサンブランドを用いていたが、S12型で日産ブランドに変更された。
登場以来、車名の通り2.0 Lエンジンのみを搭載していたが、1982年にはS110型にZ22E型 2.2 Lエンジン搭載車が、1987年にはS12型にVG30E型 3.0 Lエンジン搭載車がそれぞれ追加されるなど、より大排気量のエンジンを搭載したモデルもあった。これらはいずれも日本仕様のシルビアには設定のないモデルであった。
1989年に登場したS13型は、排気量の拡大に伴い車名が「240SX」に変更されたため、200SXの名は一時的に消滅する。
1995年、NXおよび240SXの後継としてルキノクーペ（B14型）が「200SX」として北米市場に導入され、1998年まで販売された。

### 欧州
S110型/S12型は欧州市場でも「シルビア」を名乗っていたが、S13型から「200SX」に改名された。ボディはS12型から引き続き3ドアハッチバック（日本名：180SX）のみの設定で、2ドアノッチバックは存在しなかった。車名は「200SX」であるが、エンジンはモデルライフを通じてCA18DET型 1.8 Lのみの設定であり、日本仕様に存在したSR20型 2.0 Lエンジンは欧州向けには搭載されなかった。
その後、S14型へのフルモデルチェンジにあわせてSR20型エンジンに切り替わり、名実ともに「200SX」となった。ボディも2ドアノッチバックに変更されたため、日本における180SX後期型に相当するモデルは欧州では販売されなかった。

### オセアニア
S15型は欧米を含むほとんどの市場へ輸出されなかった一方、オーストラリアおよびニュージランドでのみ「200SX」として販売された。グレードは日本仕様と同じく「Spec-R」と「Spec-S」（オーストラリアのみ）の2種類であるが、いずれもSR20DET型 2.0 Lターボエンジンを搭載しており、自然吸気（NA）モデルの設定はなかった。